# Латен
Латен (нім. Lathen) — громада в Німеччині, розташована в землі Нижня Саксонія. Входить до складу району Емсланд. Центр об'єднання громад Латен.
Площа — 38,02 км2. Населення становить 6902 ос. (станом на 31 грудня 2021).